# Magnificat (Bach)

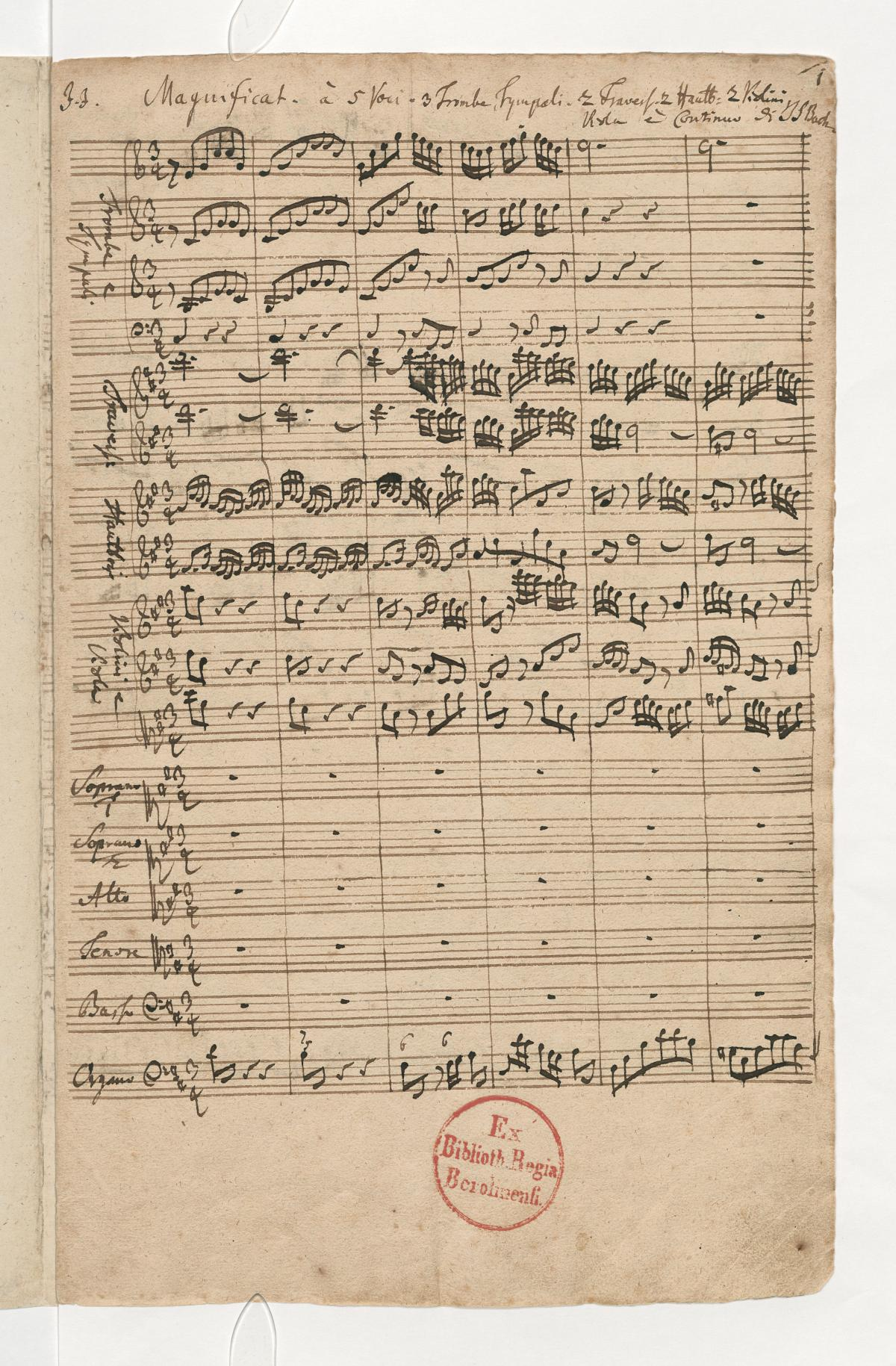
J. S. Bach, autograph of the Magnificat in D Major, BWV 243. First page of the first movement "Coro". Written 1732-1735 (1733?). Staatsbibliothek zu Berlin - Preußischer Kulturbesitz, Duitsland.

O Magnificat em ré maior, BWV 243, é uma das principais obras vocais de Johann Sebastian Bach. Foi composta para orquestra, um coro de cinco partes e quatro ou cinco solistas. Seu texto consiste do cântico de Maria, mãe de Jesus, tal como descrito pelo evangelista Lucas (ver Magnificat). 
Bach compôs durante seis semanas (de 15 de novembro a 24 de dezembro) uma versão inicial em mi bemol maior em 1723 (BWV 243a), para as Vésperas do Natal em Leipzig, que continham diversos textos natalinos. Ao longo dos anos ele removeu os textos especificamente relacionados ao Natal, para torná-la uma obra mais apropriada a performances o ano todo, bem como a transpôs para o tom de ré maior, o que deu à obra, especialmente aos trompetes, uma melhor sonoridade. A nova versão, que é a costuma ser executada normalmente, teve sua estreia na Igreja de São Tomás (Thomaskirche) de Leipzig, em 2 de julho de 1733, quarto domingo após o Domingo da Santíssima Trindade, então o feriado da Visitação (posteriormente foi movido para o fim de maio).
A obra divide-se em doze partes, que podem ser agrupadas em três movimentos; cada uma começa com uma ária e é concluída pelo coro que desenvolve um tema em forma de fuga. A sua execução dura aproximadamente trinta minutos.

## Estrutura
As partes em recuo indicam os textos natalinos que foram removidos. Os cinco solistas são: soprano I, soprano II, contralto, tenor e baixo.
1. Coro — "Magnificat“
2. Ária (soprano II)[3] — "Et exsultavit spiritus meus“
A. Moteto coral — "Vom Himmel hoch“
3. Ária (soprano I) — "Quia respexit humilitatem“
4. Coro — "Omnes generationes“
5. Ária (baixo) — "Quia fecit mihi magna“
B. Coro — "Freut euch und jubiliert“
6. Dueto (contralto, tenor) — "Et misericordia“
7. Coro — "Fecit potentiam“
C. Coro — "Gloria in excelsis Deo“
8. Ária (tenor) — "Deposuit potentes“
9. Ária (contralto) — "Esurientes implevit bonis“
D. Dueto (soprano, baixo) — "Virga Jesse floruit“
10. Trio (soprano I/II, contralto) — "Suscepit Israel“
11. Coro — "Sicut locutus est“
12. Coro — "Gloria Patri“